# Jaime Lusinchi

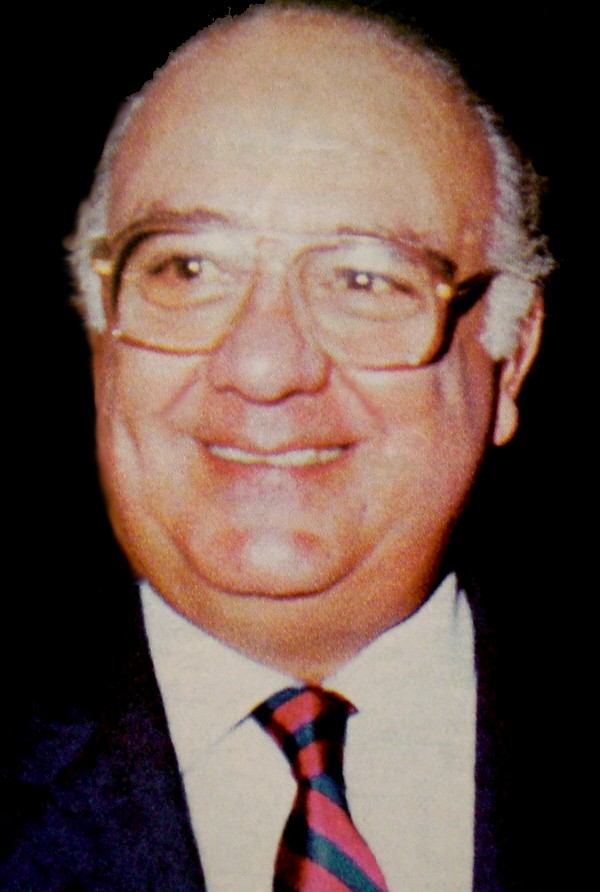
Jaime Lusinchi

Jaime Lusinchi (* 27. Mai 1924 in Clarines; † 21. Mai 2014) war ein venezolanischer Politiker der Acción Democrática und von 1984 bis 1989 Präsident seines Heimatlandes.
Die 1980er Jahre gelten in Venezuela auch als das „Verlorene Jahrzehnt“. Lusinchi konnte die Wirtschaft Venezuelas nicht aus der Rezession befreien und hinterließ seinem Nachfolger Pérez einen de facto bankrotten Staat: ein Defizit von 9 % des Bruttoinlandsproduktes, 35 Mrd. US-Dollar Auslandsschulden, kaum noch Währungsreserven und 25 % der Beschäftigten als Staatsangestellte.